# Яків Галич
Я́ків Бори́сович Гальпе́рін, псевдоніми Яків Галич, Микола Первач (квітень 1921, Київ — травень 1943, Київ) —  поет, журналіст, писав російською і українською мовами.

## Біографія
За походженням караїм. Навчавсь у 6-й середній школі з українською мовою викладання на Урядовій, тепер Михайлівській, площі (зараз у цьому будинкові функціонує Дипломатична академія України). Відвідував літературну студію при Київському палаці піонерів та жовтенят в приміщенні колишнього Купецького зібрання (нині Національна філармонія), якою керував літературний критик Є. Адельгейм. В студії спілкувався з Семеном Гудзенко, Марком Бердичевським, Наумом Манделем (Н. Коржавіним), двоє останніх згадували свого старшого київського товариша і його російські довоєнні вірші. Ще до війни мав публікації, використовував псевдо Яків Галич. Він брав участь у Всеукраїнському літературному конкурсі до 125-річчя від дня народження Т. Шевченка, став лауреатом конкурсу і був нагороджений стипендією Народного комісаріату освіти. Від 1940 р. Яків студент-філолог Київського державного університету ім. Т.Шевченка, де тоді викладали, зокрема, професори О. Оглоблин, К. Штепа, люди з якими йому довелося обертатися в близьких середовищах за німецької окупації Києва. 
Родина з чотирьох осіб (батьки, він і сестра) перед війною мешкала на Малій Васильківській вулиці (тепер Шота Руставелі). 

За станом здоров’я Яків не був військовозобов’язаним (наслідок дитячого поліомієліту — кульгавість), і його не мобілізували з початком війни. Літо 1941 р він пропрацював на окопних роботах, з Києва не евакуйовувався свідомо. Певний час після приходу німецьких військ переховувався у родині Світозара Драгоманова. За допомогою його та Ізидори Косач-Борисової, сестри Лесі Українки, яка мала тісні контакти з працівниками міської управи, членами похідних груп ОУН(м), Гальперін зміг одержати посвідчення особи на ім’я «Яків Галич» і легалізуватися. Він почав співробітництво в оунівських газетах «Українське слово», «Літаври» під псевдонімом «Микола Первач», став членом Спілки українських письменників, організованої Оленою Телігою. Вже після заборони мельниківських газет і перших хвиль арештів оунівців у Києві, О.Теліга в одному з останніх своїх листів від 15 січня 1942 р. до діяча ОУН О. Лащенка, розповідаючи про події і настрої в окупованому гітлерівцями Києві, пише: «Я[ків]  засипає мене тепер дуже добрими віршами з присвятами і без присвят мені, але віршами наскрізь «нашими». Очевидно, з подачі О. Теліги у празькому журналі «Пробоєм» № 1 за січень 1942 р. поруч з віршами авторів «Літаврів» Анатолія Верхівця та Михайла Ситника надруковано поезію Миколи Первача «Ти, люта ненависть, володарка моя…». Це остання з відомих прижиттєвих публікацій поета.
Ти, люта ненависть, володарка моя.
Я тут — чужий, тут ворог — кожен стрічний.
Лиш назову своє ім’я
І буду проклятий аж тричі.
Але мовчу, кривляючи уста,
І зуби зціплю — хай конає слово.
Вогнем дихнула б річ —
І не минула б злого,
Та — знаю — час ректи ще не настав.
Він прийде ще на вістрі злих мечів,
І ви почуєте ще знов і знову
Поетову пророчу мову,
Де слово кожне корчить біль і гнів.
Вірш датовано 1940 роком, що може засвідчувати авторові настрої ще в умовах «щасливого радянського життя». Арешти київських оунівців в період грудень 1941 — лютий 1942, в тому числі О. Теліги та інших співробітників української преси і членів СПУ, обійшли Якова Галича. Заарештували його гестапівці навесні 1943 р. за доносом довоєнного знайомого-сусіда Лівітіна.

## Публікації
- Яків Галич. Про ямб і штамп // Літературна газета. Київ. 20 червня 1941 р.
- Микола Первач. Крізь піт, сльози і кров // Українське слово. Київ. № 30. 14.10.1941. С. 3. Ш. 1-3.
- Микола Первач. Слова і діла Йосифа Сталіна // Українське слово. Київ. № 34. 18.10.1941. С. 1. Ш. 2-5.
- Первач Микола. Хуга йде! (вірш І, ІІ) // Літаври. Київ. № 1. 16.11.1941. С. 2. Ш. 1.
- Первач Микола. Література в закутні: стаття перша // Літаври. Київ. № 2. 23.11.1941. С. 3. Ш. 1-3.
- Первач Микола. Сміх (вірш) // Літаври. Київ. № 3. 30.11.1941. С. 2. Ш. 4-5.
- Микола Первач. «Ти, люта ненависть, володарка моя…» (вірш) // Пробоєм. Прага. 1942. № 1 (102), січень. С. 3.
- Яков Гальперин (Яків Галич, Микола Первач) // Пятнадцать поэтов – пятнадцать судеб. – К., 2002. – С. 81.
- «Сто русских поэтов о Киеве» (К., 2001),
- «Сто поэтов о любви» (К., 2002).